# 全日空机队
目前或曾经使用以下飞机：

## 现役机队
截至2025年3月，全日空機隊平均機齡約11.2年，目前或曾经使用以下飞机：

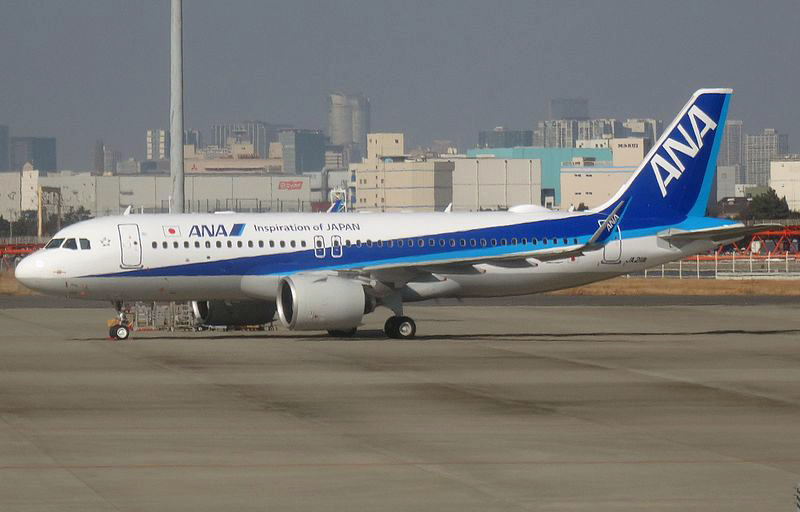
空中客车A320neo

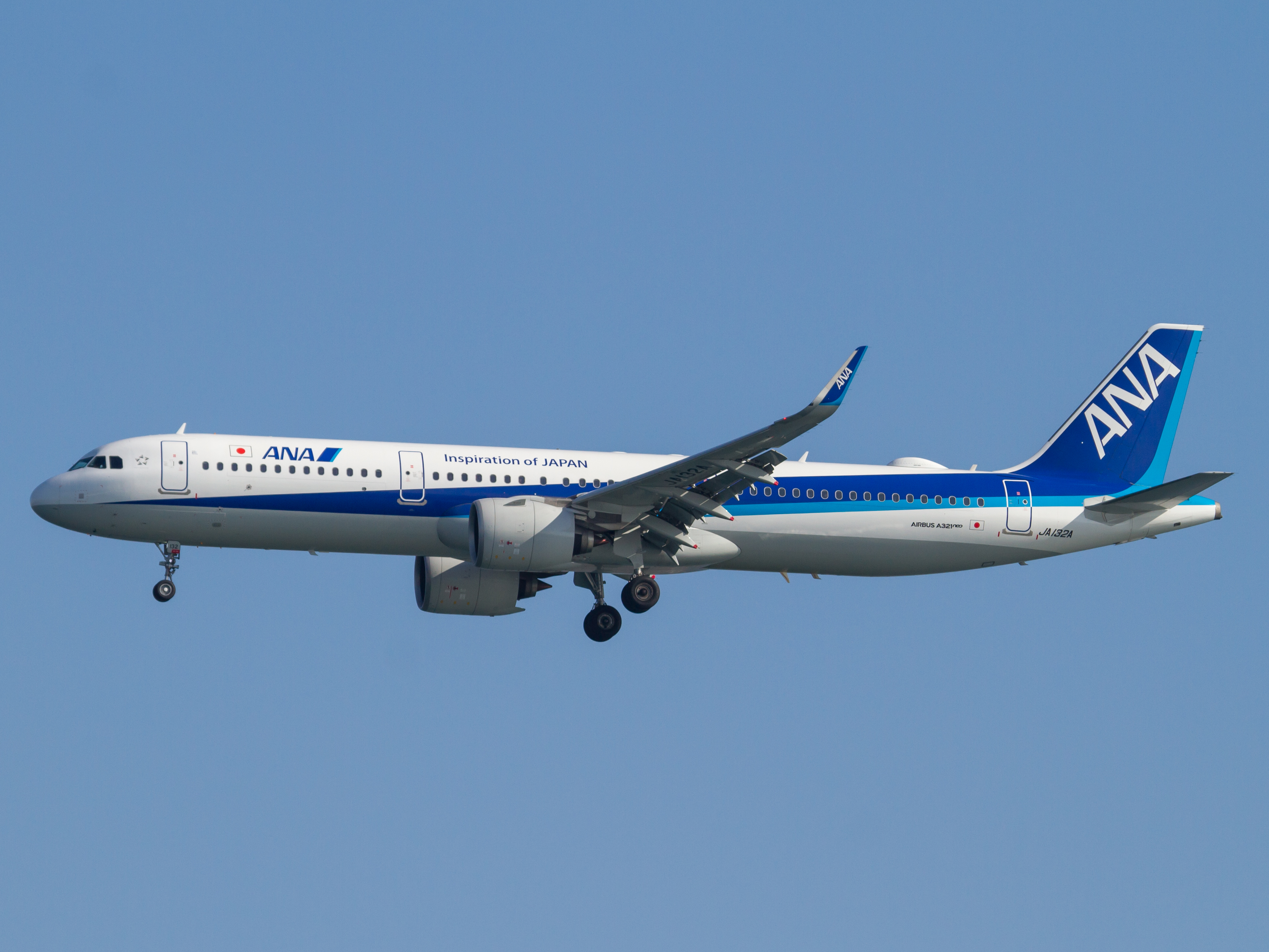
空中客车A321neo

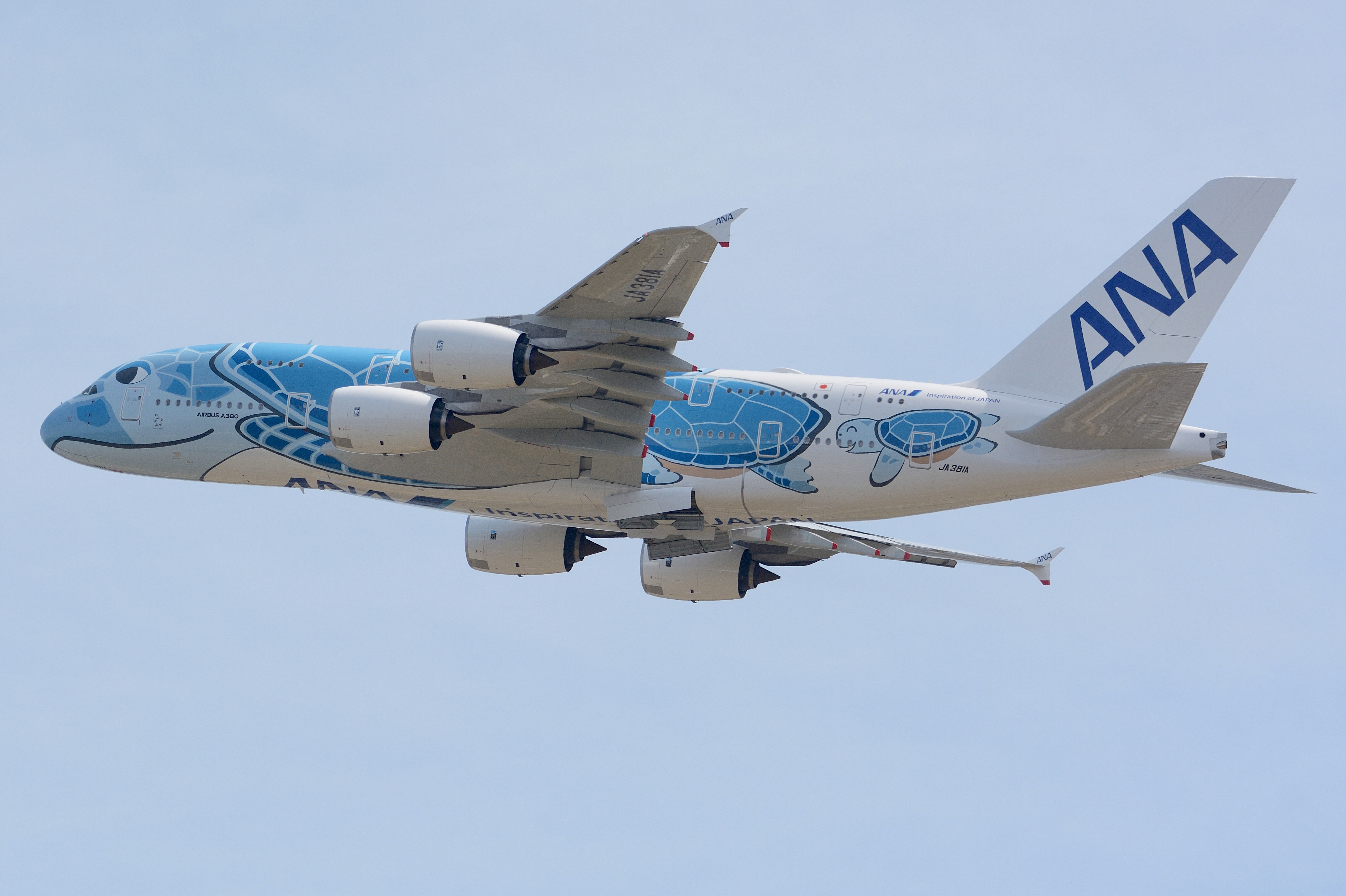
專為「東京成田-檀香山」航線量身訂製的空中客车A380-800 夏威夷Flying Honu海龜塗裝，該機設定為「東京成田-檀香山」專用機

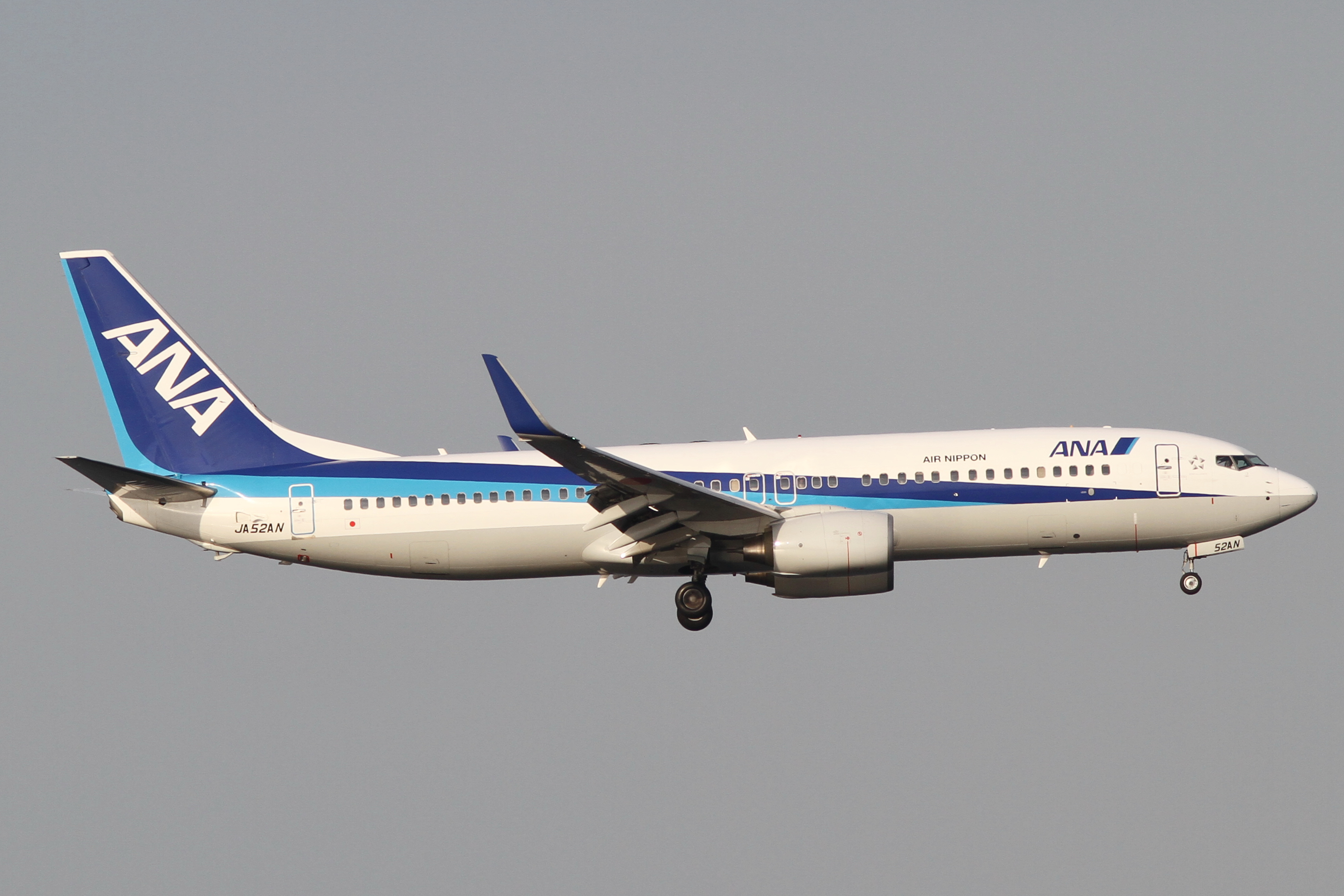
波音737-800

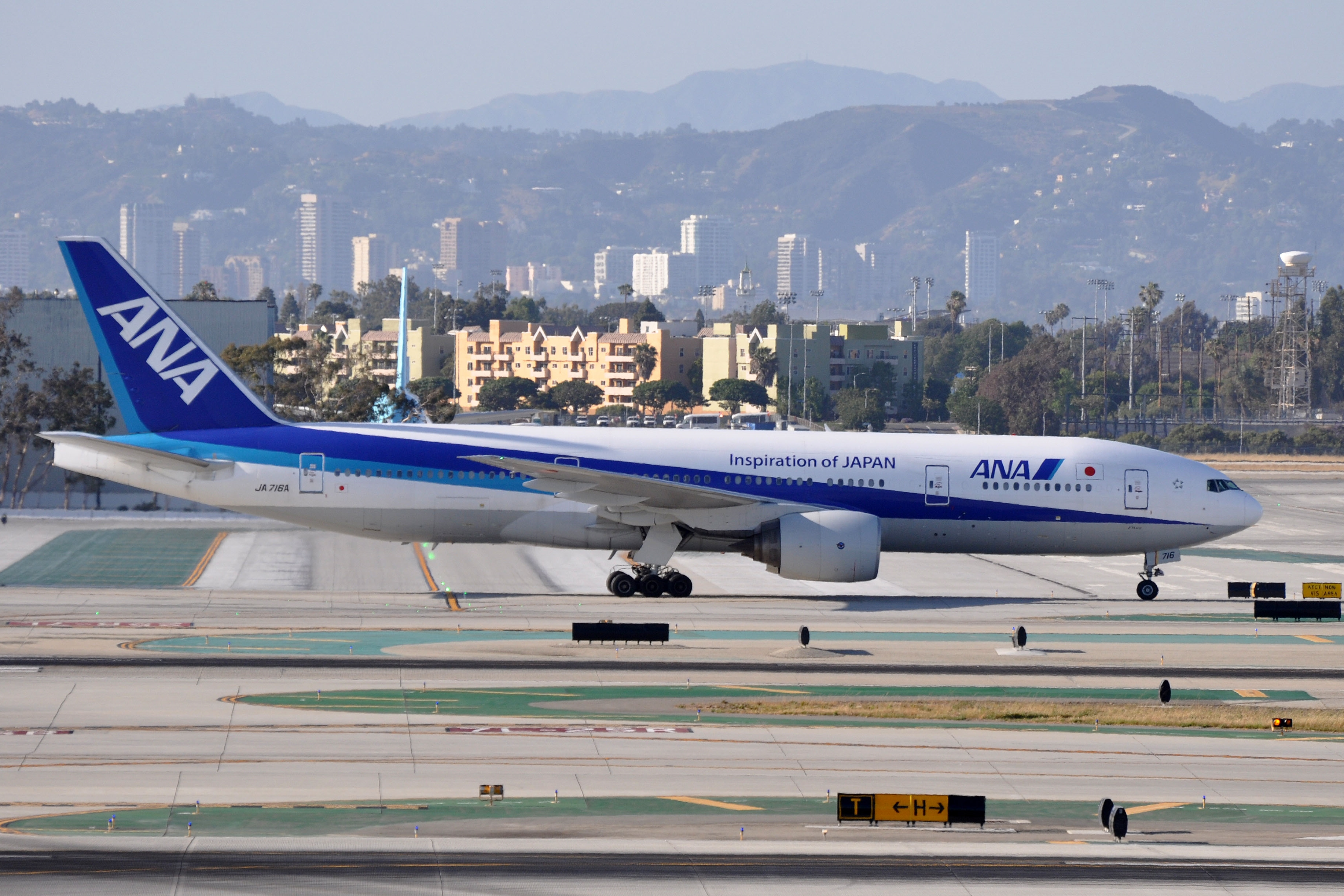
波音777-200ER

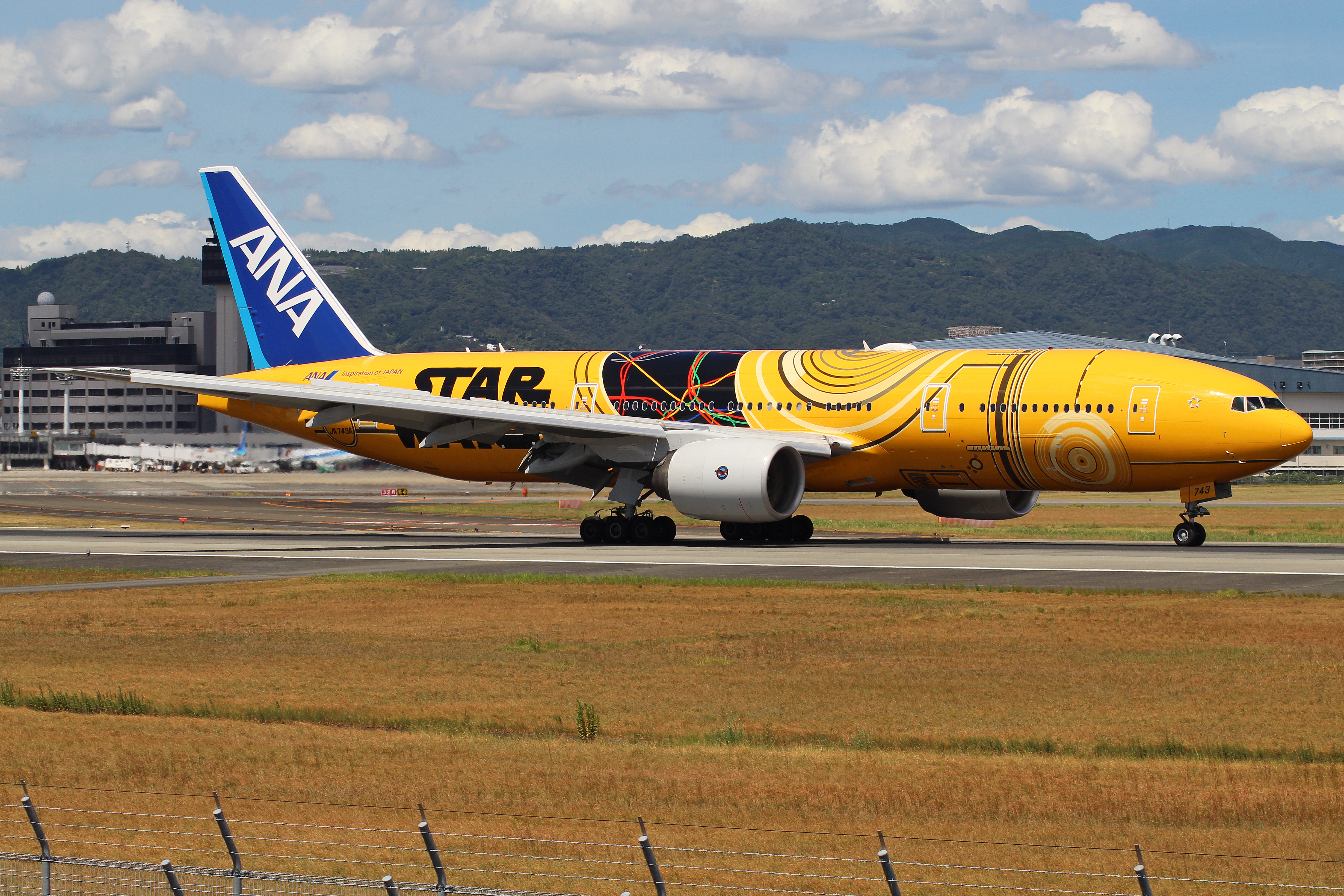
波音 777-200ER 星際大戰 C-3PO塗裝

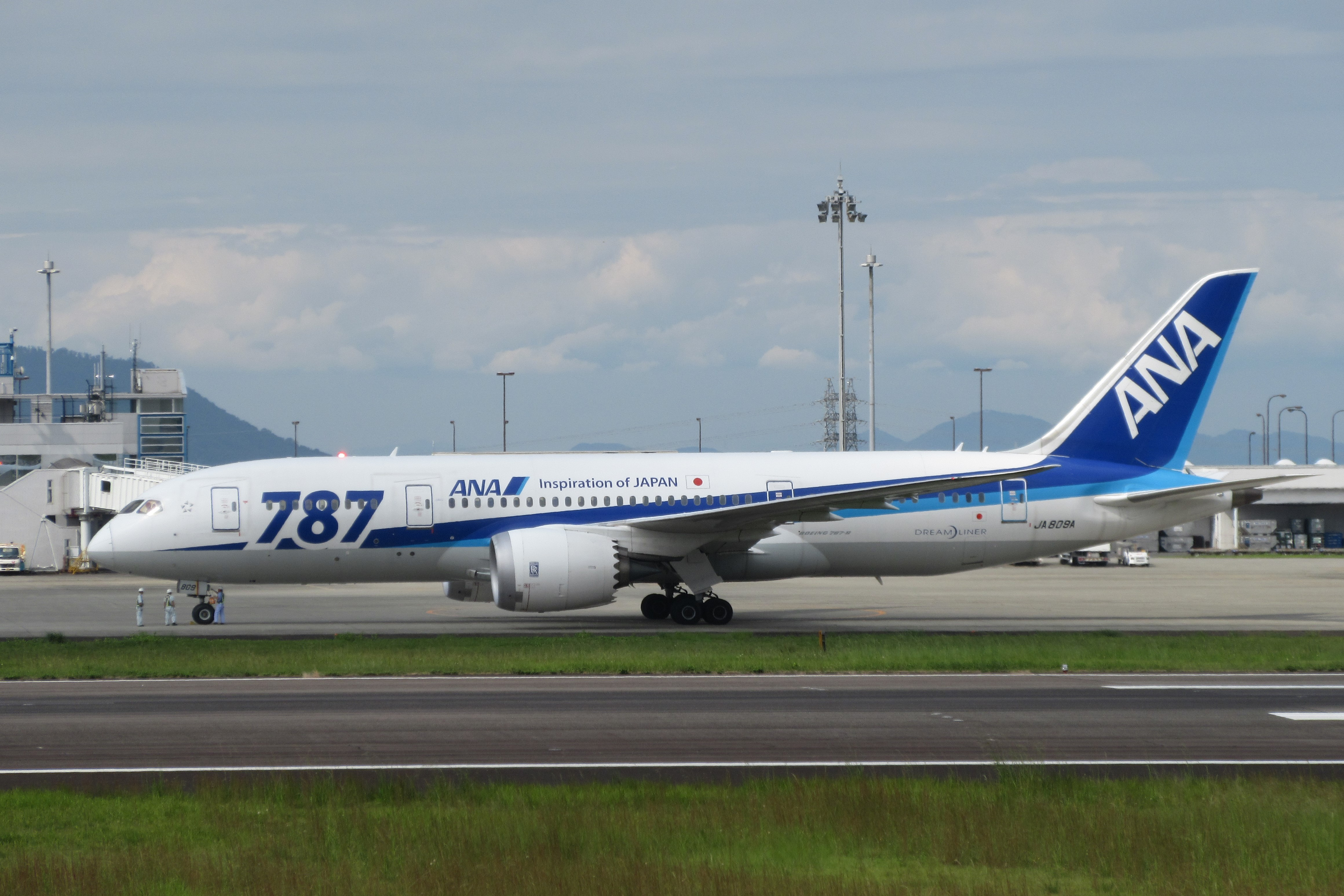
波音787-8追加787字樣的第一款特別塗裝

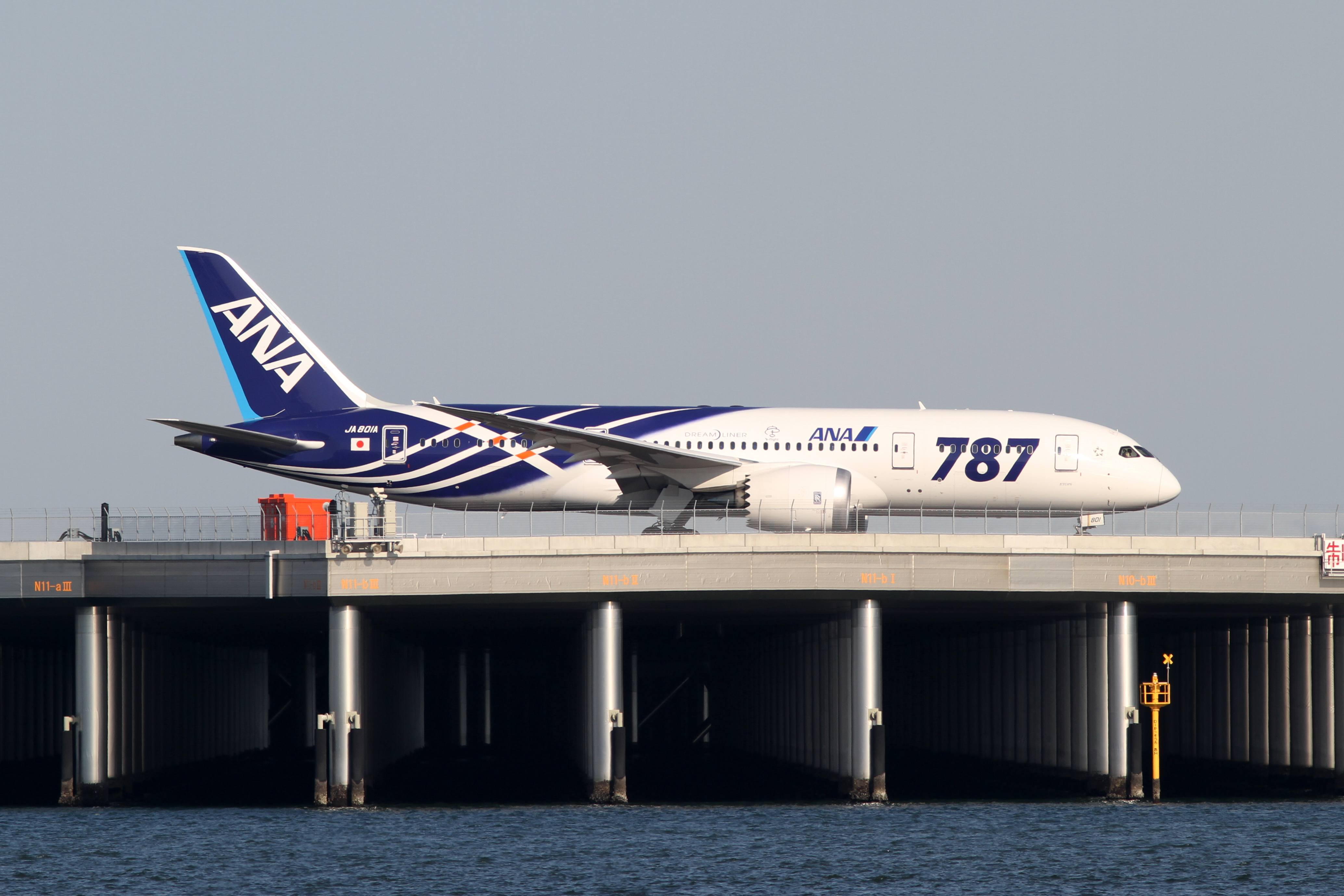
波音787-8追加787字樣的第二款特別塗裝

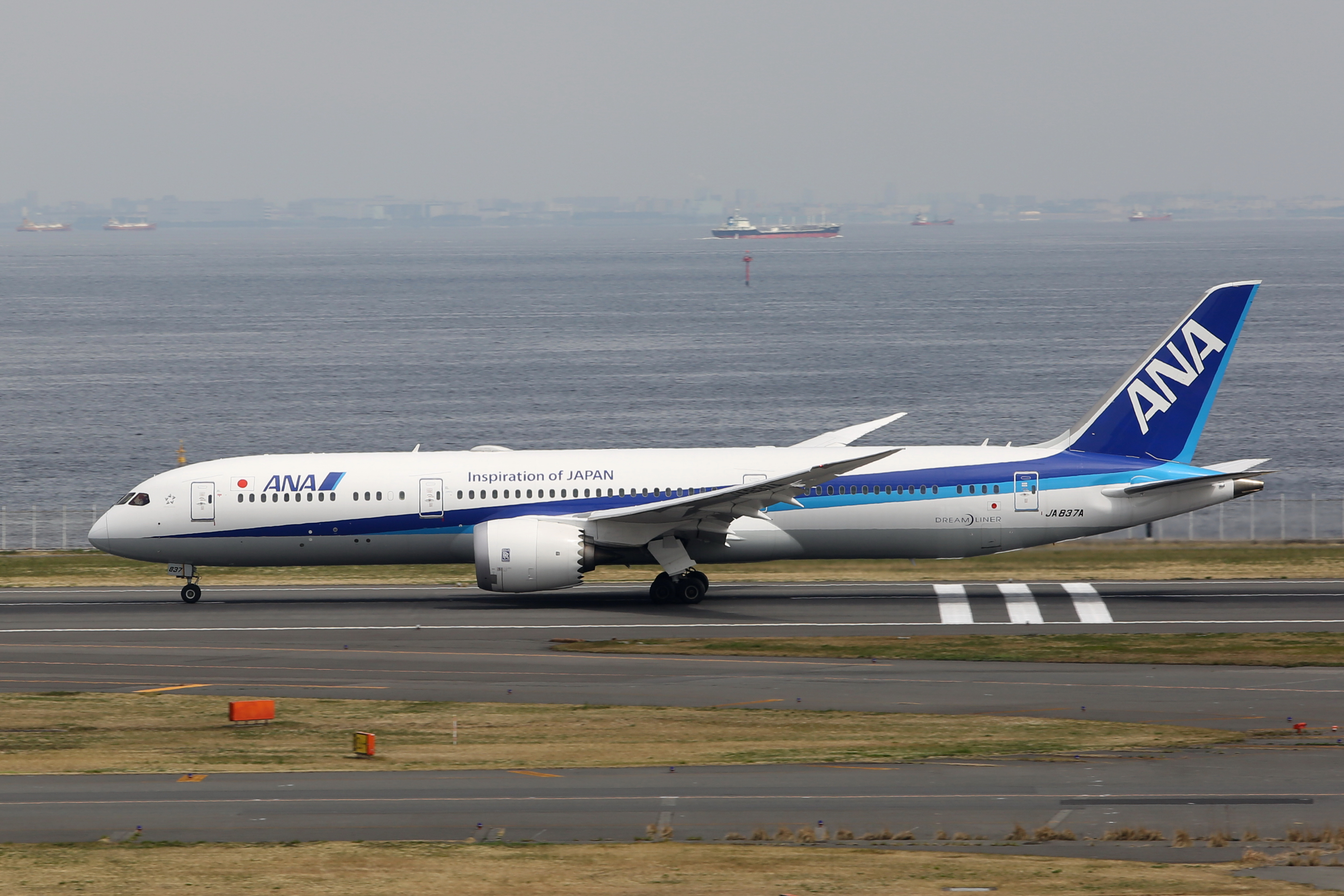
波音787-9

### 波音787
全日空是波音787的启动客户，在2004年4月订购了50架样机，另有五十架选购权。全日空将订单分为30架短程型波音787-3和20架远程型787-8。唯事后全日空将波音787-3订单转换为787-8的特殊型号。
交付在2011年底开始，全日空于当年9月21日接收首架波音787，这是世界上第一架交付的梦想客机。全日空于2011年10月26日首飞波音787，在东京成田至香港的包机航线上使用。2014年7月28日，全日空成为第二家接收波音787-9的航空公司，但与启动用户新西兰航空相比，全日空是最先将波音787-9投入商业运营的航空公司，全日空波音787-9执飞的第一个航班是日本和美国学童的特别观光包机。

## 已退役机队

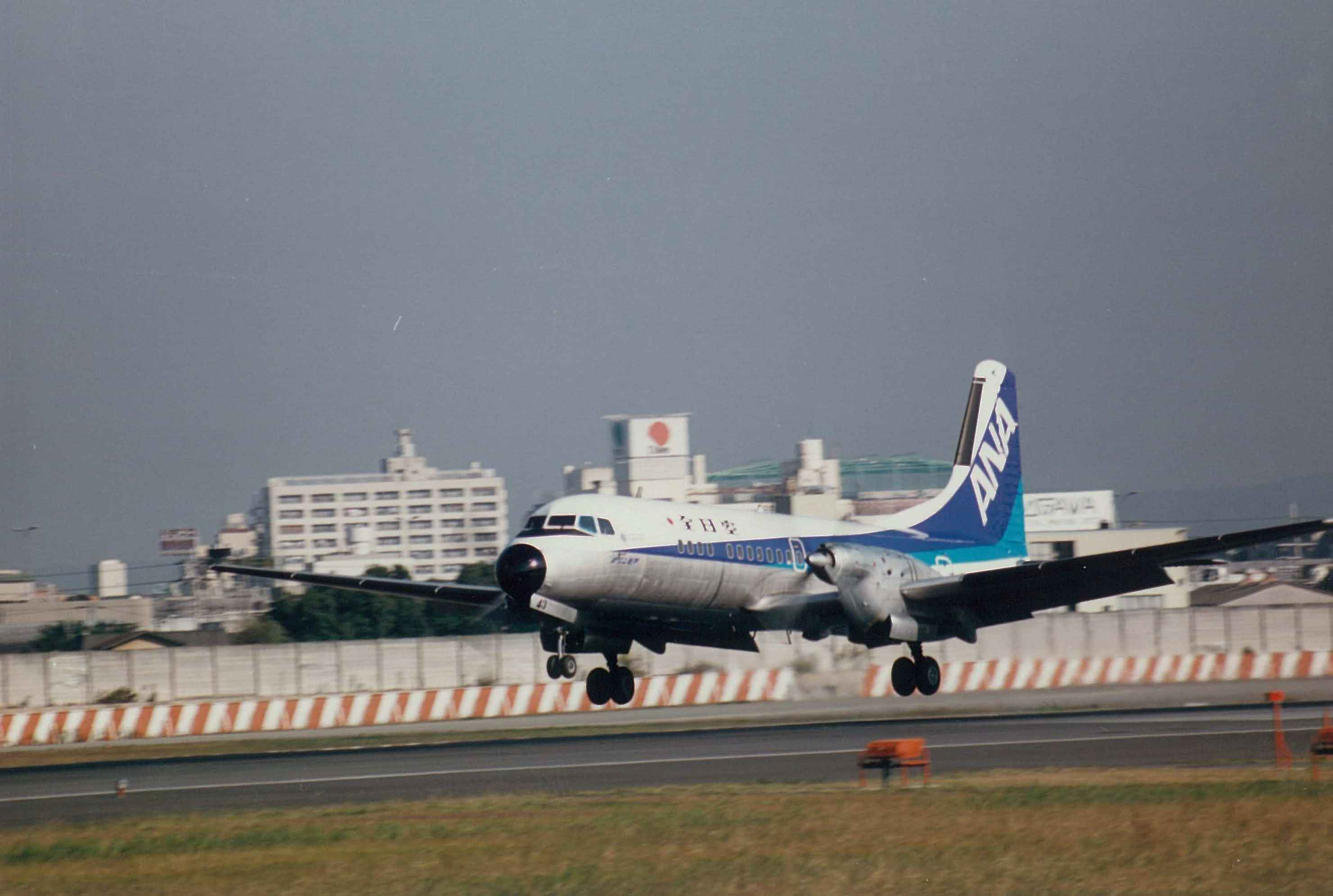
YS-11，全日空在1960年代至1990年代国内线的主力机型。

YS-11是全日空的主力飞机（虽其中大多数以日空航空名义运营）。最后一架现役YS-11于2006年退役。许多YS-11成了博物馆的展品，或遭拆解。2006年9月后，YS-11退出商业运营，除非YS-11为私人飞机且经过维护，否则必须将他们停飞。从 1970年代到1990年代初，YS-11是全日空国内线的主力机型。
全日空于2008年2月29日完成了最后一次空客A321-100飞行。这标志着空客A321-100近十年的运营结束，而全日空是日本唯一一间曾营运A321-100的航空公司。
全日空曾经运营以下飞机：